# Bo Johansson (Fußballtrainer)
Bo „Bosse“ Johansson (* 28. November 1942) ist ein ehemaliger schwedischer Fußballtrainer. Er betreute im Laufe seiner Karriere diverse Vereinsmannschaften und Nationalmannschaften in verschiedenen europäischen Ländern.

## Werdegang

### Erfolgreich als Trainer in Schweden und erster Auslandsaufenthalt
Nach einer Spielerkarriere im unterklassigen schwedischen Ligabereich bei Kalmar FF begann Johansson dort 1973 als Nachfolger von Lars Arnesson seine Trainerkarriere. Anschließend übernahm er als Spielertrainer die Männermannschaft des Viertligisten Lindsdals IF, die er 1974 in die dritte Liga führte. Nach zwei vierten Tabellenplätzen kehrte er zu Kalmar FF zurück. Mit dem mittlerweile in die Allsvenskan aufgestiegenen Verein erreichte er am Ende der Spielzeit 1977 den dritten Tabellenplatz, in der folgenden Spielzeit den vierten Rang. Daraufhin warb ihn der amtierende Meister Östers IF ab. Dort beerbte er erneut Lars Arnesson, der zum Trainer der schwedischen Nationalmannschaft berufen worden war. Nach zwei Plätzen im vorderen Tabellendrittel holte er mit dem Klub seine ersten Titelgewinne. Die Mannschaft um Andreas und Thomas Ravelli, Karl-Gunnar Björklund, Peter Nilsson und Teitur Þórðarson holte in den Spielzeiten 1980 und 1981 vor Malmö FF respektive IFK Göteborg jeweils den Von-Rosens-Pokal für den schwedischen Meistertitel.
Trotz der Erfolge wollte Johansson eine neue Herausforderung suchen und kehrte abermals zu Kalmar FF zurück. Hatte sich der Klub in der Vorsaison in den Relegationsspielen in der Klasse gehalten, verpasste die Mannschaft in der Spielzeit 1982 dort gegen Gefle IF den Klassenerhalt. Als Staffelsieger in der zweiten Liga qualifizierte er sich mit dem Klub für die Aufstiegsrunde und schaffte gegen Djurgårdens IF die direkte Rückkehr ins schwedische Oberhaus. Erneut verließ er im Augenblick des Erfolges einen Verein und trat seine erste Auslandsstelle an, als er den norwegischen Zweitligisten FK Jerv übernahm. Nach einem Tabellenplatz im Mittelfeld stand der Verein in der Spielzeit 1985 im Abstiegskampf, belegte aber den ersten Nicht-Abstiegsrang.
Johansson kehrte vor der Spielzeit 1986 nach Schweden zurück. Abermals Trainer von Östers IF führte er die Mannschaft um Hans Eklund, Peter Truedsson, Jari Europaeus und Ulrik Jansson in seinem zweiten Jahr in die Meisterschaftsendrunde, wo sie im Halbfinale nach zwei Niederlagen am Malmö FF scheiterte. 

### Jahre im Ausland und als Nationaltrainer bei EM- und WM-Endrunde
Im Sommer 1988 zog es Johansson erneut ins Ausland. In der Mitte der Spielzeit in Schweden verließ er Östers IF – am Ende der Spielzeit stieg der Klub in die zweite Liga ab – und schloss sich dem griechischen Klub Panionios Athen an. Mit der Mannschaft um Thomas Mavros, Theologis Papadopoulos, Theodoros Zakkas und Stelios Aposporis zog er ins Endspiel um den Landespokal ein. Gegen die von seinem Landsmann Gunder Bengtsson betreute Mannschaft von Panathinaikos Athen endete das Spiel mit einer 1:3-Niederlage.
Anfang 1990 übernahm Johansson erstmals ein Nationaltraineramt. Als Nachfolger von Sigfried Held – respektive der Interimslösung Guðni Kjartansson, der den in die Türkei abgewanderten Held im letzten Länderspiel des Jahres 1989 vertrat – trat er im März seinen Dienst bei der isländischen Nationalmannschaft an. Durch Tore von Pétur Pétursson und Ólafur Þórðarson gestaltete sich sein Debüt erfolgreich, Luxemburg wurde mit einem 2:1-Erfolg besiegt. In der anschließenden Qualifikation zur Europameisterschaft 1992 gelangen lediglich gegen Albanien und Spanien Erfolge, so dass als Tabellenvorletzter die Teilnahme verpasst wurde. Daher ersetzte ihn der Verband Ende 1991 durch Ásgeir Elíasson. 
Johansson engagierte sich in der Folge erneut im Vereinsfußball und übernahm im Sommer 1992 von Viggo Jensen das Traineramt beim dänischen Klub Silkeborg IF. Hatte er mit dem Verein in seiner ersten Spielzeit die Qualifikation für den Europapokal verpasst, führte er ihn in der Spielzeit 1993/94 überraschend zum Meistertitel. Dennoch verließ er die Mannschaft um Michael Hansen, Heine Fernandez und Peter Sørensen nach Saisonende, um sich HJK Helsinki anzuschließen.
Nach einem Jahr in Finnland kehrte Johansson nach Dänemark zurück und übernahm im Sommer 1996 die dänische Nationalmannschaft. Durch ein Tor von Ole Bjur gestaltete er auch hier sein Debüt erfolgreich, die schwedische Nationalmannschaft wurde in Göteborg mit einem 1:0-Auswärtserfolg geschlagen. Nachdem der Europameister von 1992 die Qualifikation zur Weltmeisterschaft 1994 verpasst hatte und bei der Europameisterschaft 1996 in der Gruppenphase gescheitert war, führte er die Nationalmannschaft mit offensiver Spielweise als Gruppensieger in der Qualifikation zur Weltmeisterschaftsendrundenteilnahme 1998. Als Gruppenzweiter hinter Frankreich zog die Mannschaft ins Achtelfinale ein, in dem Nigeria mit einem 4:1-Erfolg deutlich bezwungen wurde. In einem engen Spiel gegen den späteren Finalisten Brasilien mussten sich Michael und Brian Laudrup, Thomas Helveg, Peter Schmeichel und die anderen Mannschaftskollegen im Viertelfinale mit einer 2:3-Niederlage geschlagen geben. In der Qualifikationsrunde zur EURO 2000 war die Mannschaft zwar nicht mehr so souverän wie zuvor, erreichte aber hinter Italien den zweiten Platz der Qualifikationsgruppe. In den Play-off-Spielen der Gruppenzweiten dominierte die Mannschaft jedoch Israel mit 5:0- respektive 3:0-Siegen. Noch im Jahr 1999 wurde bekannt, dass Morten Olsen Bo Johansson, der bekanntgab, dass er seinen Posten nach dem Turnier zur Verfügung stellt, ersetzen wird. Im Turnier war sie schließlich chancenlos und blieb ohne Tor- und Punkterfolg. 
2003 kehrte Johansson als Cheftrainer des IFK Göteborg auf die Trainerbank zurück. Nachdem die Mannschaft im Vorjahr erst in den Relegationsspielen gegen den Lokalrivalen Västra Frölunda IF den Klassenerhalt bewerkstelligt hatte, führte er sie in der Spielzeit 2003 auf den siebten Tabellenplatz. Insbesondere mit Niclas Alexandersson und Peter Ijeh verstärkt spielte er mit der Mannschaft in der folgenden Spielzeit um den schwedischen Meistertitel. An den letzten Spieltagen verspielte die Mannschaft jedoch den Titel und landete auf dem dritten Tabellenplatz. Auch das Pokalendspiel gegen Djurgårdens IF ging mit 3:1 verloren. Nach Saisonende verließ er nach Auslaufen seines Vertrages den Klub. Im März 2005 übernahm er drei Wochen vor Saisonbeginn den norwegischen Klub Molde FK in der Tippeligaen. Mit dem Klub spielte er gegen den Abstieg, der in den Relegationsspielen gegen Moss FK verhindert wurde. Nach darauffolgendem Saisonbeginn beendete er sein Engagement.
Im Frühjahr 2010 schloss Johansson sich bis zum Ende der Spielzeit 2010 dem Trainerstab von Andreas Thomsson bei Åtvidabergs FF an.